# Elecciones generales de Austria de 2008
Las elecciones generales de Austria de 2008 fueron unas elecciones a escala nacional en este país germano en el año 2008, concretamente el día 28 de septiembre.

## Causa de la votación
Las vigesimocuartas elecciones generales de Austria se llevaron a cabo en el año 2008, tan solo 2 años después de las anteriores elecciones. Esto se debió a una disputas internas entre la coalición de Populares y Socialdemócratas, lo que finalmente desembocó en unas elecciones anticipadas.
Esto también se tradujo en los peores resultados de la historia de la Segunda República de Austria para estos dos partidos. A diferencia de los dos partidos considerados de extrema derecha, quienes consiguieron sus mejores resultados desde mediados del siglo XX.
Tras las elecciones tuvieron que hacer diálogos bilaterales entre los dos partidos ante la imposibilidad de ninguno de los dos de formar gobierno en solitario u aprobar la coalición con el Partido de la Libertad.
Finalmente, tras 56 días de negociación se volvió a formar una coalición de gobierno entre Socialdemócratas y Populares.

### Datos sobre la votación
Por una ley esgrimida en la vigesimotercera legislatura, la edad mínima de los votantes estaba rebajada a 16 años, en vez de a los 18 comunes.